# 157693 Amandamarty
157693 Amandamarty este o planetă minoră (asteroid), cu un diametru de 3,35 km, din centura de asteroizi. A fost descoperită pe 2 ianuarie 2006 la Mayhill⁠(d) de Andrew Lowe⁠(d). 
Obiectul prezintă o orbită caracterizată de o semiaxă mare de 2,7079964643546 UAi, o excentricitate de 0,14, o înclinație de 7,6 ° în raport cu ecliptica.